# Zlatko Kranjčar
Zlatko "Cico" Kranjčar (Zagreb, 15. studenoga 1956. – Zagreb, 1. ožujka 2021.) bio je hrvatski nogometaš i nogometni trener. Njegov sin Niko također je nogometaš.
Preminuo je 1. ožujka 2021. godine u 65. godini života.

## Igračka karijera
U Dinamu je od navršenih 10 godina. Kao igrač ostao je sve do 1983. godine. Brzi prelazak iz juniora u prvu postavu omogućio mu je trener Mirko Bazić. U prvoj je postavi od 1974. i prva utakmica koju je odigrao bila je u Vječnom derbiju protiv Hajduka. Ukupno je odigrao 261 utakmicu u prvenstvu, 28 u kupu te 18 u europskim kupovima za Dinamo te postigao 98 golova u prvenstvu. S Dinamom je 1981./82. osvojio naslov prvaka. Odigrao više utakmica u Kupu europskih prvaka, Kupu UEFA i Kupu pobjednika kupova. S Dinamom je osvojio Kupa maršala Tita u sezonama 1979./80. i 1982./83. te je bio finalist u sezonama 1975./76. i 1981./82.  Karijeru je 1984. nastavio u bečkom Rapidu. Godine 1990. prešao je u Sankt Pölten. Godine 1991. je iz Sankt Pöltena otišao u SV Wienerfeld u kojem je ostao do 1992., objavio završetak karijere, no onda se vratio i ostao još jednu sezonu.

## Trenerska karijera
Poslije igračke ostvario je bogatu trenersku karijeru.

## Uspjesi
Zlatko Kranjčar dobitnik je Državne nagrade za šport "Franjo Bučar" 2005. godine. Nakon Miroslava Ćire Blaževića (6), s 4 osvojena trofeja u dva trenerska mandata u Maksimiru, treći je najtrofejniji trener u povijesti GNK Dinamo.

### Igrački trofeji
- prvak Jugoslavije s Dinamom (1981./82.),
- 2 puta Kup Jugoslavije s Dinamom (1979./80. i 1982./83.),
- 1 put Omladinski kup Jugoslavije s Dinamom (1972./73.),
- 2 puta prvenstvo Austrije s Rapidom (1986./87., 1987./88.),
- 3 puta Kup Austrije s Rapidom (1984., 1985., 1987.),
- 3 puta Superkup Austrije s Rapidom (1986., 1987., 1988.),
- finalist Kupa pobjednika kupova s Rapidom (1985.)

### Trenerska trofeji
Proslavio se Cico potezom fair-playa 3. svibnja 2012. u utakmici iranskog prvenstva 2011./12. godine, kad je naredio svom igraču koji je trebao izvesti jedanaesterac neka ga promaši, jer je sudac dosudio jedanaesterac u okolnostima u kojima ga uopće nije trebao dosuditi.
- 3 puta prvak Hrvatske (1995./96. i 1987./98. s Croatijom, 2001./02. sa Zagrebom),
- 2 puta osvajač Hrvatskoga kupa (1995./96. i 1997./98. s Croatijom)
- 1 put prvak Iranske Pro Lige (2011./12. sa Sepahan Isfahanom)
- 1 put osvajač Hafzi kupa (2012./13. sa Sepahan Isfahanom)

#### Individualna priznanja
- Državna nagrada za šport "Franjo Bučar": 2005.
- Iranski menadžer godine: 2012.
- Nagrada Iranskog nogometnog saveza za trenera sezone (2. mjesto): 2012.

## Spomen
- 2021.: Juniorski teren Zlatko Cico Kranjčar[8]

## Vanjske poveznice
- Sportske novosti: Cico Kranjčar preuzeo slovačku Dunajsku Stredu![neaktivna poveznica]
- Trener koji je od NK Zagreb stvorio prvaka[neaktivna poveznica]
- Zlatko Cico Kranjčar novi je trener GNK Dinamo - lipanj 2016.  Arhivirana inačica izvorne stranice od 25. lipnja 2016. (Wayback Machine)
- Profil, Weltfussball